# Machaerium declinatum
Machaerium declinatum är en ärtväxtart som först beskrevs av Vell., och fick sitt nu gällande namn av Carlos Stellfeld. Machaerium declinatum ingår i släktet Machaerium och familjen ärtväxter. Inga underarter finns listade i Catalogue of Life.